# Statue-menhir de Darnis
La statue-menhir de Darnis est une statue-menhir appartenant au groupe rouergat découverte à Montirat, dans le département du Tarn en France.

## Description
La statue-menhir a été découverte en 190 lors d'un labour par Daniel Loupias mais n'a été identifiée qu'en 2016 par Cédric Arnal. La stèle a été gravée sur une dalle de 0,70 m de long sur 0,40 m de large et 0,14 m d'épaisseur de forme sub-ovalaire avec un sommet légèrement pointu. La base est brisée et la statue a subi des dégradations dues aux chocs répétés avec des engins de labour. Les traits anthropomorphiques correspondent à quelques vestiges du visage, avec deux traits verticaux représentant les yeux, des bras courbes avec des mains bien détaillées et peut-être un début de jambe droite. Les attributs se limitent à une fine ceinture se poursuivant sur la face postérieure.